# Klingon nyelv
A klingon nyelv (klingonul:   tlhIngan Hol) egy mesterséges, a Star Trek-univerzumban a klingonok által használt nyelv. Elsőként az 1979-es Star Trek: Csillagösvény című filmben mutatták be.

## Betűrend
a b ch D e gh H I j l m n ng o p q Q r S t tlh u v w y ’ 
| Latin írással | Klingon írással | IPA    | Megközelítő magyar kiejtése          |
| ------------- | --------------- | ------ | ------------------------------------ |
| a             |                 | /ɑ/?*  | á                                    |
| b             |                 | /b/?*  | b                                    |
| ch            |                 | /t͡ʃ/?* | cs                                   |
| D             |                 | /ɖ/?*  | d                                    |
| e             |                 | /ɛ/?*  | e                                    |
| gh            |                 | /ɣ/?*  | lágy g                               |
| H             |                 | /x/?*  | erős, torokból jövő h                |
| I             |                 | /ɪ/?*  | i                                    |
| j             |                 | /d͡ʒ/?* | dzs                                  |
| l             |                 | /l/?*  | l                                    |
| m             |                 | /m/?*  | m                                    |
| n             |                 | /n/?*  | n                                    |
| ng            |                 | /ŋ/?*  | pl. "hang" szóban lévő n             |
| o             |                 | /o/?*  | ó                                    |
| p             |                 | /pʰ/?* | erős p (kilégzéssel)                 |
| q             |                 | /qʰ/?* | erős k (kilégzéssel)                 |
| Q             |                 | /q͡χ/?* | erős kh (kilégzéssel)                |
| r             |                 | /r/?*  | r                                    |
| S             |                 | /ʂ/?*  | sz                                   |
| t             |                 | /tʰ/?* | erős t (kilégzéssel)                 |
| tlh           |                 | /t͡ɬ/?* | erős tl (kilégzéssel)                |
| u             |                 | /u/?*  | u                                    |
| v             |                 | /v/?*  | v                                    |
| w             |                 | /w/?*  | félhangzó u angol w                  |
| y             |                 | /j/?*  | j                                    |
| ’             |                 | /ʔ/?*  | hangszalagzár elharapjuk a szó végét |